# John Douglas (écrivain)
Pour les articles homonymes, voir John Douglas.
John Douglas, né en 1947 à Cumberland, dans l'État du Maryland, est un écrivain américain, auteur de roman policier.

## Biographie
Journaliste de formation, il s'installe dès le début de sa carrière dans le comté de Morgan, en Virginie-Occidentale, où il est longtemps le rédacteur en chef et l'éditeur du journal The Morgan Messanger de Berkeley Springs. Il déménage ensuite dans le comté de Hancock du même État pour prendre la direction du The Hancock News.
Sa carrière littéraire s'amorce à la fin des années 1980 avec la parution de trois romans noirs dont l'action se déroule en Virginie-Occidentale dans les années 1920. La Mort à grandes guides (Shawnee Alley Fire, 1987) et Haunts (1990) raconte les enquêtes du détective Edward Harter de la petite ville industrielle imaginaire de Shawnee en Virginie-Occidentale, sise au beau milieu de la région sauvage des Alleghenies. Y est décrit avec nostalgie l'arrière-pays américain des sans-grade et des laissés-pour-compte. Quant au troisième titre, sans Harter, Arrêtez le folklore ! (Blind Spring Rambler 1988), il évoque, en 1923, dans une petite ville minière de la même région, l'enquête de deux détectives new-yorkais qui tentent de faire la lumière sur le meurtre d'un prospecteur dont on accuse à tort un Italien. Racisme et règlements de compte exécutés par une milice locale reconstituent « une période sociale difficile qui inspira également La Moisson rouge à Hammett ». Sont aussi évoquées la tournée du président Warren G. Harding et l'affaire Sacco et Vanzetti.
En 2013, il fait paraître A Fog of Ghosts: Haunted Tales & Odd Pieces, un recueil d'histoires de fantômes qui se déroulent sur fond d'événements historiques ou d'anciennes affaires criminelles.

## Œuvre

### Romans

#### SérieEdward Harter
- Shawnee Alley Fire (1987) Publié en français sous le titre La Mort à grandes guides, traduit par Simone Hilling, Paris, Gallimard, Série noire no 2154, 1988  (ISBN 2-07-049154-4)
- Haunts (1990)

#### Autre roman
- Blind Spring Rambler (1988) Publié en français sous le titre Arrêtez le folklore !, traduit par Simone Hilling, Paris, Gallimard, Série noire no 2193, 1989  (ISBN 2-07-049193-5)

### Recueils de nouvelles
- A Fog of Ghosts: Haunted Tales & Odd Pieces (2013)

### Autres publications
- Joltin’ Jim: Jim McCoy’s Life in Country Music (2007)

## Sources
- Claude Mesplède, Dictionnaire des littératures policières, vol. 1 : A - I, Nantes, Joseph K, coll. « Temps noir », 2007, 1054 p. (ISBN 978-2-910-68644-4, OCLC 315873251), p. 615.